# Перикъл
Перикъл (гр. Περικλῆς, лат. Periklēs, ок.495 – 429 пр.н.е.) е древногръцки политик, управлявал Древна Атина през втората половина на 5 век пр.н.е. Негов баща е предводителят на атинския флот в битката при Микале – Ксантип, син на Арифрон. Перикъл принадлежи към атинския аристократичен род на Алкмеонидите чрез майка си Агариста, дъщеря на Хипократ и племенница на основоположника на атинската демокрация Клистен. Перикъл е ученик на Зенон от Елея – един от най-известните тогавашни философи. Но най-голямо значение за развитието на младия Перикъл има философът Анаксагор, преселил се в Атина от Клазомена в Мала Азия.
Стратег, водач на демократичната групировка, Перикъл поема управлението на Атинската държава през 461 пр.н.е. и управлява до 429 пр.н.е. като завършва реформите по демократизацията на полиса. Превръща Атина в икономически, политически и културен център на древногръцкия свят. Инициатор е на строителството на Партенона, Пропилеите, Одеона и др.
Периодът на управлението му е наречен „златен век на Перикъл“. Покровителства Фидий, Софокъл, Херодот и др. Перикъл бил смятан за образец на гръцкото красноречие и пръв започнал да пише предварително речите си, за разлика от по-ранните оратори, които импровизирали.
От 444 до 429 пр.н.е. Перикъл е преизбиран всяка година за стратег на Атина, но фактически той направлява и вътрешната, и външна политика на полиса. По време на неговото управление започват Пелопонеските войни. През 430 г. пр.н.е. е осъден да заплати глоба поради започнатата от него война срещу Спарта, но отново е преизбран за стратег.
Знае се, че негова приятелка е била известната и високообразована хетера Аспазия.
Умира през 429 пр.н.е., изтощен от работа и грижи или от чума.

## Други
- В Успоредни животописи Плутарх описва живота на Перикъл наред с този на Фабий Максим.